# Hilas i les nimfes
Hilas i les nimfes és una pintura de John William Waterhouse dins del seu cicle dedicat a mitologia grega. Pintat en 1896, en l'actualitat el quadre es troba a la Manchester Art Gallery. Representa el mite d'Hilas, seduït per les nimfes fins que es va ofegar.

## Descripció
La pintura mostra un jove inclinat sobre l'aigua d'un llac cobert per vegetació. L'home va vestit de blau i porta una bossa per beure penjada al coll i mira atentament les nimfes, unes noies joves que estan mig submergides al llac, del qual només sobresurt la part superior del cos, nu. Estan representades com set noies amb cabell llarg adornat amb flors i rostre inexpressiu i un cos blanc i prim. Es veuen set nimfes diferents que envolten l'home en dues fileres: dues al front (una de les quals li agafa el braç), dues més als costats i les altres tres al darrere de les dues primeres.
Els tons blancs de la pell contrasten amb el color viu de la roba del jove i amb els tons foscos i verdosos del paisatge. A la superfície del llac es poden veure diverses nimfeàcies i altres nenúfars.

## Anàlisi
El focus de la pintura està posat al poder malèfic i seductor de les nimfes, per això el punt de vista se situa gairebé arran d'aigua i el rostre d'Hilas només es veu de perfil, mentre que elles es pinten amb més claredat, una definició accentuada pel color de la seva pell, que contrasta amb el fons. El tema de la mort d'Hilas va ser pintat per diversos artistes britànics dels segles XIX i principis del XX.
El quadre es va fer famós per una polèmica que va aconseguir la seva retirada temporal de la galeria on s'exposa, amb l'argument que determinades feministes podien sentir-se ofeses per mostrar la dona com un objecte o amb una visió negativa.